# Sylvia Honegger
Sylvia Honegger (ur. 25 kwietnia 1968 w Wald) – szwajcarska biegaczka narciarska, dwukrotna medalistka mistrzostw świata juniorów.

## Kariera
W 1986 roku wystąpiła na mistrzostwach świata juniorów w Lake Placid, gdzie zajęła piąte miejsce w sztafecie, 23. miejsce w biegu na 15 km i 32. miejsce w biegu na 5 km. Podczas rozgrywanych rok później mistrzostw świata juniorów w Asiago była dziewiąta w sztafecie, a bieg na 5 km ukończyła na 22. pozycji. Ponadto na mistrzostwach świata juniorów w Saalfelden w 1988 roku była dwunasta w sztafecie i dwudziesta na 5 km.
W Pucharze Świata zadebiutowała 20 lutego 1990 roku w Val di Fiemme, zajmując 14. miejsce w biegu na 10 km stylem dowolnym. Tym samym już w swoim debiucie zdobyła pierwsze pucharowe punkty. Wielokrotnie startowała w zawodach PŚ, najlepszy wynik osiągając 27 listopada 1994 roku w Kirunie była piąta w biegu na 5 km klasykiem. W klasyfikacji generalnej sezonu 1994/1995 zajęła 15. miejsce.
W 1992 roku wystąpiła na igrzyskach olimpijskich w Albertville, gdzie była między innymi dziewiąta w sztafecie i trzynasta w biegu łączonym. Na rozgrywanych dwa lata później igrzyskach olimpijskich w Lillehammer jej najlepszymi wynikami były piąte miejsce w sztafecie i jedenaste w biegu łączonym. Najbliżej medalu była podczas igrzysk w Nagano w 1998 roku, gdzie Szwajcarki z Honegger w składzie zajęły czwarte miejsce w sztafecie. Indywidualnie była między innymi czwarta w biegu na 5 km stylem klasycznym. Ponadto była też piąta w sztafecie na mistrzostwach świata w Ramsau w 1999 roku oraz jedenasta na dystansie 15 km techniką klasyczną na mistrzostwach świata w Falun sześć lat wcześniej.

## Osiągnięcia

### Igrzyska olimpijskie
| Miejsce | Dzień     | Rok  | Miejscowość | Konkurencja             | Czas biegu | Strata  | Zwyciężczyni      |
| ------- | --------- | ---- | ----------- | ----------------------- | ---------- | ------- | ----------------- |
| 16.     | 9 lutego  | 1992 | Albertville | 15 km stylem klasycznym | 42:20,8    | +3:12,9 | Lubow Jegorowa    |
| 15.     | 13 lutego | 1992 | Albertville | 5 km stylem klasycznym  | 14:13,8    | +49,6   | Marjut Lukkarinen |
| 13.     | 15 lutego | 1992 | Albertville | 5+10 km pościgowy       | 40:07,7    | +2:24,0 | Lubow Jegorowa    |
| 9.      | 17 lutego | 1992 | Albertville | Sztafeta 4 × 5 km       | 59:34,8    | +3:19,3 | WNP               |
| 19.     | 21 lutego | 1992 | Albertville | 30 km stylem dowolnym   | 1:22:30,1  | +7:46,5 | Stefania Belmondo |
| 21.     | 13 lutego | 1994 | Lillehammer | 15 km stylem dowolnym   | 39:44,5    | +4:57,4 | Manuela Di Centa  |
| 20.     | 15 lutego | 1994 | Lillehammer | 5 km stylem klasycznym  | 14:08,8    | +1:12,9 | Lubow Jegorowa    |
| 11.     | 17 lutego | 1994 | Lillehammer | 5+10 km pościgowy       | 41:38,9    | +2:00,7 | Lubow Jegorowa    |
| 5.      | 21 lutego | 1994 | Lillehammer | Sztafeta 4 × 5 km       | 57:12,5    | +2:52,6 | Rosja             |
| 19.     | 24 lutego | 1994 | Lillehammer | 30 km stylem klasycznym | 1:25:41,6  | +5:30,0 | Manuela Di Centa  |
| 22.     | 8 lutego  | 1998 | Nagano      | 15 km stylem klasycznym | 46:55,4    | +3:36,5 | Olga Daniłowa     |
| 14.     | 10 lutego | 1998 | Nagano      | 5 km stylem klasycznym  | 17:37,9    | +51,7   | Łarisa Łazutina   |
| 22.     | 12 lutego | 1998 | Nagano      | 5+10 km pościgowy       | 46:06,9    | +2:14,4 | Łarisa Łazutina   |
| 4.      | 15 lutego | 1998 | Nagano      | Sztafeta 4 × 5 km       | 55:13,5    | +1:39,8 | Rosja             |

### Mistrzostwa świata
| Miejsce | Dzień     | Rok  | Miejscowość | Konkurencja             | Czas biegu | Strata  | Zwyciężczyni      |
| ------- | --------- | ---- | ----------- | ----------------------- | ---------- | ------- | ----------------- |
| 46.     | 17 lutego | 1989 | Lahti       | 10 km stylem klasycznym | 29:19,0    | +4:39,9 | Łarisa Łazutina   |
| 32.     | 19 lutego | 1989 | Lahti       | 10 km stylem dowolnym   | 27:04,5    | +2:58,8 | Jelena Välbe      |
| 7.      | 23 lutego | 1989 | Lahti       | Sztafeta 4 × 5 km       | 54:49,8    | +3:14,4 | Finlandia         |
| 11.     | 19 lutego | 1993 | Falun       | 15 km stylem klasycznym | 44:49,0    | +2:25,4 | Jelena Välbe      |
| 25.     | 21 lutego | 1993 | Falun       | 5 km stylem klasycznym  | 14:07,6    | +52,9   | Łarisa Łazutina   |
| 17.     | 23 lutego | 1993 | Falun       | 5+10 km pościgowy       | 40:19,0    | +1:54,5 | Stefania Belmondo |
| 7.      | 25 lutego | 1993 | Falun       | Sztafeta 4 × 5 km       | 54:15,7    | +2:21,3 | Rosja             |
| 30.     | 27 lutego | 1993 | Falun       | 30 km stylem dowolnym   | 1:22:41,3  | +8:21,8 | Stefania Belmondo |
| 21.     | 10 marca  | 1995 | Thunder Bay | 15 km stylem klasycznym | 41:27,5    | +3:59,8 | Łarisa Łazutina   |
| 7.      | 16 marca  | 1995 | Thunder Bay | Sztafeta 4 × 5 km       | 53:47,6    | +4:13,9 | Rosja             |
| 19.     | 18 marca  | 1995 | Thunder Bay | 30 km stylem dowolnym   | 1:16:27,3  | +6:10,7 | Jelena Välbe      |
| 29.     | 23 lutego | 1997 | Trondheim   | 5 km stylem klasycznym  | 13:32,7    | +48,2   | Jelena Välbe      |
| 13.     | 24 lutego | 1997 | Trondheim   | 5+10 km pościgowy       | 39:13,5    | +1:53,9 | Stefania Belmondo |
| 8.      | 27 lutego | 1997 | Trondheim   | Sztafeta 4 × 5 km       | 56:40,2    | +2:27,2 | Rosja             |
| 17.     | 23 lutego | 1997 | Trondheim   | 30 km stylem klasycznym | 13:32,7    | +5:26,3 | Jelena Välbe      |
| 30.     | 22 lutego | 1999 | Ramsau      | 5 km stylem klasycznym  | 12:49,8    | +1:21,3 | Bente Skari       |
| 23.     | 23 lutego | 1999 | Ramsau      | 5+10 km pościgowy       | 42:27,9    | +3:31,2 | Stefania Belmondo |
| 5.      | 25 lutego | 1999 | Ramsau      | Sztafeta 4 × 5 km       | 53:05,9    | +2:25,8 | Rosja             |
| DNF     | 27 lutego | 1999 | Ramsau      | 30 km stylem klasycznym | 1:29:19,9  | -       | Łarisa Łazutina   |

### Mistrzostwa świata juniorów
| Miejsce | Dzień     | Rok  | Miejscowość | Konkurs                | Wynik   | Strata  | Zwyciężczyni       |
| ------- | --------- | ---- | ----------- | ---------------------- | ------- | ------- | ------------------ |
| 32.     | 13 lutego | 1986 | Lake Placid | 5 km stylem klasycznym | 16:10,1 | +2:09,5 | Lubow Jegorowa     |
| 5.      | 15 lutego | 1986 | Lake Placid | Sztafeta 3 × 5 km      | 47:08,6 | +3:52,7 | Norwegia           |
| 23.     | 17 lutego | 1986 | Lake Placid | 15 km stylem dowolnym  | 43:43,8 | +4:41,6 | Gaby Nestler       |
| 22.     | 4 lutego  | 1987 | Asiago      | 5 km stylem klasycznym | 14:18,4 | +1:18,0 | Tatjana Bondariewa |
| 9.      | 6 lutego  | 1987 | Asiago      | Sztafeta 3 × 5 km      | 41:26,9 | +2:05,7 | ZSRR               |
| DNS     | 8 lutego  | 1987 | Asiago      | 15 km stylem dowolnym  | 39:59,0 | -       | Jelena Trubicyna   |
| 20.     | 3 lutego  | 1988 | Saalfelden  | 5 km stylem klasycznym | 14:33,6 | +1:13,0 | Tatjana Bondariewa |
| 12.     | 6 lutego  | 1988 | Saalfelden  | Sztafeta 3 × 5 km      | 43:06,5 | +3:45,2 | NRD                |
| 26.     | 7 lutego  | 1988 | Saalfelden  | 15 km stylem dowolnym  | 40:30,7 | +3:24,0 | Gabriele Heß       |

### Puchar Świata

#### Miejsca w klasyfikacji generalnej
- sezon 1989/1990: 33.
- sezon 1991/1992: 32.
- sezon 1992/1993: 21.
- sezon 1993/1994: 23.
- sezon 1994/1995: 15.
- sezon 1995/1996: 19.
- sezon 1996/1997: 26.
- sezon 1997/1998: 31.
- sezon 1998/1999: 30.

#### Miejsca na podium
Honegger nigdy nie stała na podium zawodów PŚ.